# شويتا مينون
شويتا مينون هي متسابقة ملكة الجمال وعارضة وممثلة هندية، ولدت في 23 أبريل 1974 في الهند. من الجوائز التي نالتها Kerala State Film Awards ‏ وجائزة فيلم فير جنوب.

## جوائز
- Kerala State Film Awards [الإنجليزية]‏
- جائزة فيلم فير جنوب

## وصلات خارجية
- شويتا مينون على موقع IMDb (الإنجليزية)
- شويتا مينون على موقع ألو سيني (الفرنسية)
- شويتا مينون على موقع أول موفي (الإنجليزية)
- شويتا مينون على موقع قاعدة بيانات الفيلم (الإنجليزية)
- شويتا مينون على موقع كينوبويسك (الروسية)
- شويتا مينون على موقع كينوبويسك (الروسية)